# David Benavidez
Anthony David Benavidez (Phoenix, Arizona, Estados Unidos; 17 de diciembre de 1996) es un boxeador profesional estadounidense. Apodado el Mounstro Mexicano y El Bandera Roja, es 2 veces campeón de peso supermediano del WBC y Actual Campeón Mundial WBC del Peso Semi-pesado. Reclamando su primer cinturón a los 20 años, 8 meses y 22 días de edad, Benavidez tiene el récord como el boxeador más joven en haber ganado alguna vez un título de peso súper mediano. Actualmente se encuentra clasificado como el número 1 en el ranking de The Ring,el número 2 en los rankings de la Junta Transnacional de Rankings de Boxeo y el #7 en los rankings de BoxRec.

## Primeros años y carrera amateur
David es de ascendencia mexicana y ecuatoriana, al nacer de padre mexicano y madre ecuatoriana, su hermano mayor, José Benavidez, también es boxeador profesional. Ambos hermanos son entrenados por su padre. Cuando tenía 15 años, el peso de Benavidez se disparó a 250 libras, mientras luchaba con la dieta y la disciplina.
Benavidez, quien comenzó a boxear a la edad de tres años, tenía un récord amateur de 15-0.

## Carrera profesional
Benavidez hizo su debut profesional a la edad de 17 años, derrotando a Erasmo Moreno por nocaut en una ronda en Puerto Peñasco. Benavidez ganó el título NABF de peso semipesado junior, su primer título, contra Rollin Williams en abril de 2015. Benavidez ganó 16 de sus primeras 17 peleas por nocaut. Benavidez se enfrentó al exretador del título mundial Rogelio Medina el 20 de mayo de 2017. Medina fue derribado tres veces antes de que el árbitro desviara la pelea, dándole la victoria a Benavidez. Benavidez fue considerado uno de los principales prospectos en peso súper mediano.

### Campeonato de Peso Supermediano del WBC

#### Benavidez vs. Gavril
Después de su empate contra James DeGale, Badou Jack dejó vacante su título súper mediano del CMB para pelear como peso semipesado. El CMB ordenó un combate entre Callum Smith y Anthony Dirrell, y el ganador se llevaría el título mundial vacante. Con Smith participando en WBSS, fue reemplazado por Benavidez. La pelea estaba programada para septiembre de 2017. Sin embargo, el 5 de agosto, el CMB anunció que Dirrell estaba fuera debido a una lesión. En cambio, Benavidez se enfrentaría al rumano Ronald Gavril el 8 de septiembre por el título mundial.
Benavidez derrotó a Gavril después de 12 rondas por decisión dividida (117-111, 116-111, 111-116). Con la victoria, Benavidez se convirtió en el campeón más joven en la historia del súper mediano a la edad de 20 años. Sin embargo, Gavril resultó ser la prueba más difícil de Benavidez hasta el momento, con la mayoría de las rondas disputadas. Benavidez parecía tener problemas con el acondicionamiento y fue derribado en la ronda final.

### Campeonato Interino de Peso Supermediano del WBC

#### Benavidez vs. Plant
El 25 de enero de 2023, se anunció que Benavidez haría la primera defensa de su título interino de peso supermediano del WBC contra el ex-campeón de la IBF, Caleb Plant. La pelea se llevó a cabo el 25 de marzo de 2023, en el MGM Grand Garden Arena en Las Vegas. Durante la pelea, Benavidez empezó lento, antes presionar implacablemente a Plant en la segunda mitad de la pelea con golpes de poder para dominar a su oponente y ganar la pelea por decisión unánaime, con las tarjetas de los jueces puntuando 117–111, 116–112 y 115–113. A pesar de la animosidad antes de la pelea entre ambos peleadores, Benavidez le dio crédito a Plant, declarando en su entrevista post-pelea: "Quiero reconocer a Caleb Plant. Sé que hubo mucho dicho entre nosotros, pero al final lo resolvimos como hombres. Él es un tremendo peleador." La victoria significó que Benavidez mantuvo su récord invicto y su posición como retador mandatorio del WBC por el campeón indiscutido de peso supermediano, Canelo Álvarez. Expresó su deseo de enfrentar a Álvarez en la conferencia post-pelea.

#### Benavidez vs. Andrade
Como la segunda defensa de su título interino de peso supermediano del WBC, Benavidez enfrentó al ex-campeón de dos divisiones Demetrius Andrade el 25 de noviembre de 2023, en Michelob Ultra Arena, Paradise, Nevada. Los rápidas combinaciones de Benavidez lograron conectar e infligir daño. Luego del daño acumulado de cinco asaltos, Andrade no salió de su esquina, declarando a Benavidez el ganador por TKO en el sexto asalto. 

### Campeonato Interino de Peso Semipesado del WBC
Benavidez vs. Gvozdyk
Los tres jueces vieron como claro vencedor al Monstruo Mexicano ante Oleksandr Gvozdyk (116-112, 117-111 y 119-109) en las 175 libras, obteniendo así el título interino del WBC.

## Récord en boxeo profesional
| Record Profesional | Record Profesional | Record Profesional |
| 30 Peleas          | 30 Victorias       | 0 Derrotas         |
| ------------------ | ------------------ | ------------------ |
| Nocaut             | 24                 | 0                  |
| Decisión           | 6                  | 0                  |

| Resultado | Récord | Oponente               | Método | Asalto, tiempo | Fecha                    | Localización                                              | Notas |
| --------- | ------ | ---------------------- | ------ | -------------- | ------------------------ | --------------------------------------------------------- | --- |
| Victoria  | 30-0   | David Morrel           | DU     | 12             | 1 de febrero de 2025     | T-Mobile Arena Las Vegas, Nevada                          | Retuvo el título interino de peso semipesado del WBC y ganó el título regular de peso semipesado de la WBA |
| Victoria  | 29-0   | Oleksandr Gvozdyk      | DU     | 12             | 15 de junio de 2024      | MGM Grand Garden Arena, Paradise, Nevada                  | Por el título interino de peso semipesado del WBC.                                                         |
| Victoria  | 28–0   | Demetrius Andrade      | RTD    | 6 (12), 3:00   | 25 de noviembre de 2023  | Michelob Ultra Arena, Paradise, Nevada                    | Defendió el título interino de peso supermediano del WBC.                                                  |
| Victoria  | 27–0   | Caleb Plant            | DU     | 12             | 25 de marzo de 2023      | MGM Grand Garden Arena, Paradise, Nevada                  | Defendió el título interino de peso supermediano del WBC.                                                  |
| Victoria  | 26–0   | David Lemieux          | TKO    | 3 (12), 1:31   | 21 de mayo de 2022       | Gila River Arena, Glendale                                | Ganó el título interino de peso supermediano del WBC.                                                      |
| Victoria  | 25–0   | Kyrone Davis           | TKO    | 7 (10), 0:48   | 13 de noviembre de 2021  | Footprint Center, Phoenix, Arizona                        | |
| Victoria  | 24–0   | Ronald Elis            | TKO    | 11 (12), 2:00  | 13 de marzo de 2021      | Mohegan Sun Casino, Uncasville                            | |
| Victoria  | 23–0   | Roamer Alexis Angulo   | RTD    | 10 (12), 3:00  | 15 de agosto de 2020     | Mohegan Sun Casino, Uncasville                            | Despojado del título por no dar el peso.                                                                   |
| Victoria  | 22–0   | Anthony Dirrell        | TKO    | 9 (12), 1:39   | 28 de septiembre de 2019 | Staples Center, Los Ángeles, California                   | Ganó el título de peso supermediano del WBC.                                                               |
| Victoria  | 21–0   | J'Leon Love            | TKO    | 2 (10), 1:14   | 16 de marzo de 2019      | AT&T Stadium, Arlington, Texas                            | |
| Victoria  | 20–0   | Ronald Gavril          | DU     | 12             | 17 de febrero de 2018    | Mandalay Bay Events Center, Paradise, Nevada, U.S.        | Defendió el título de peso supermediano del WBC.                                                           |
| Victoria  | 19–0   | Ronald Gavril          | DD     | 12             | 8 de septiembre de 2017  | The Joint, Paradise, Nevada, U.S.                         | Ganó el título vacante de peso supermediano del WBC.                                                       |
| Victoria  | 18–0   | Rogelio Medina         | TKO    | 8 (12) 1:01    | 20 de mayo de 2017       | Laredo Energy Arena, Laredo, Texas, U.S.                  | |
| Victoria  | 17–0   | Sherali Mamajonov      | KO     | 2 (8) 1:04     | 28 de enero de 2017      | MGM Grand, Las Vegas, Nevada, U.S.                        | |
| Victoria  | 16–0   | Denis Douglin          | TKO    | 10 (10) 0:35   | 5 de agosto de 2016      | 2300 Arena, Philadelphia, Pennsylvania, U.S.              | |
| Victoria  | 15–0   | Francy Ntetu           | TKO    | 7 (8) 1:30     | 25 de julio de 2016      | Barclays Center, Brooklyn, New York, U.S.                 | |
| Victoria  | 14–0   | Phillip Jackson Benson | KO     | 2 (8) 2:08     | 30 de abril de 2016      | StubHub Center , Carson, California , U.S.                | |
| Victoria  | 13–0   | Kevin Cobbs            | KO     | 2 (8) 1:08     | 19 de enero de 2016      | Club Nokia, Los Ángeles, California, U.S.                 | |
| Victoria  | 12–0   | Miguel Gálvez          | TKO    | 1 (8) 2:00     | 14 de noviembre de 2015  | Hard Rock Hotel and Casino, Los Ángeles, California, U.S. | |
| Victoria  | 11–0   | Guillermo ochoa        | TKO    | 1 (6) 0:55     | 5 de septiembre de 2015  | CUM Aguaprieta, Agua Prieta, México                       | |
| Victoria  | 10–0   | Ricardo Campillo       | TKO    | 2 (6) 1:21     | 15 de mayo de 2015       | US Airway Center, Phoenix, Arizona, United States         | |
| Victoria  | 9–0    | Rollin Williams        | TKO    | 1 (8) 2:59     | 25 de abril de 2015      | Celebrity Theater, Phoenix, Arizona, United States        | |
| Victoria  | 8–0    | Azamat Umarzoda        | DU     | 6              | 20 de diciembre de 2014  | Celebrity Theater, Phoenix, Arizona, United States        | |
| Victoria  | 7–0    | Juan Hernández         | TKO    | 1 (4) 1:36     | 11 de octubre de2014     | Gimnasio Municipal, Nogales, México                       | |
| Victoria  | 6–0    | Juan Hernández         | TKO    | 1 (4) 1:54     | 23 de agosto de 2014     | Cervecería Tecate, Tecate, México                         | |
| Victoria  | 5–0    | Erick Revueltas        | KO     | 4 (4)          | 24 de mayo de 2014       | Auditorio Municipal, Tijuana, México                      | |
| Victoria  | 4–0    | Arturo Martínez        | TKO    | 1 (4) 2:12     | 11 de abril de 2014      | Hipódromo Caliente, Tijuana, México                       | |
| Victoria  | 3–0    | Omar Aispuro           | TKO    | 1 (4) 1:15     | 31 de enero de 2014      | Hipódromo Caliente, Tijuana, México                       | |
| Victoria  | 2–0    | Édgar Gálvan           | KO     | 1 (4) 2:02     | 4 de diciembre de 2013   | Salón Las Pulgas, Tijuana, México                         | |
| Victoria  | 1–0    | Erasmo Mendoza         | KO     | 1 (4)          | 17 de agosto de 2013     | El Chamizal, Puerto Peñasco, México                       | |